# Snæfell (Eyjabakkajökull)
Il vulcano Snæfell (in lingua islandese: Monte della neve) è un vulcano situato negli Altopiani d'Islanda, nella parte orientale dell'isola. 

## Descrizione
Il vulcano è situato nella parte orientale del Parco nazionale del Vatnajökull, circa 20 km a nord-est del Brúarjökull e a nord dell'Eyjabakkajökull, la lingua glaciale più orientale del Vatnajökull.
Con i suoi 1833 m di altezza, è la montagna più alta dell'Islanda situata al di fuori dell'area del grande ghiacciaio Vatnajökull.
A est della montagna si trova l'Eyjabakkar, la più vasta area ricoperta di vegetazione degli altopiani islandesi e la zona preferita dalle oche. A Vesturöræfi a ovest della montagna, c'era un importante pascolo per le renne portate qui dalla Norvegia e poi lasciate libere.
Una parte considerevole di quest'area è però ora inclusa nel bacino idrico della centrale di Hálslón, formato dalla diga di Kárahnjúkar.

## Vulcanismo
Snæfell è un piccolo vulcano centrale costituito da riolite e basalti alcalini, che non è più stato attivo dall'ultima era glaciale, terminata in Islanda 10.000 anni fa. È il vulcano centrale più giovane dell'Islanda orientale. Come struttura montuosa è un vulcano che si è in parte formato al di sotto dei ghiacciai dell'era glaciale. Non c'è pieno accordo tra i geologi sulla sua età; alcuni ritengono che le sue ultime eruzioni siano avvenute 10.000 anni fa, altri invece le datano a circa 150.000 anni fa.
Sembra che la sua camera magmatica si trovi alla notevole profondità notevole di circa 13 km. La camera si è periodicamente riempita e richiusa, il che spiega la forte differenziazione del magma, con una significativa trasformazione in riolite.
La composizione chimica del magma della zona vulcanica laterale Snæfell-Öræfajökull corrisponde grosso modo a quella del Torfajökull e potrebbe quindi rappresentare una futura zona di rift.

## Innevamento
A causa della sua notevole altezza, sulla montagna sono presenti nevai costituiti da firn anche in estate, mentre alcuni piccoli ghiacciai scendono fino alle valli laterali. La cima del vulcano non è ricoperta di ghiaccio.

## Prima ascensione
Il primo tentativo noto di salire sulla vetta della montagna è stato fatto da Sveinn Pálsson nel settembre 1794. Egli tuttavia fu costretto a tornare indietro a causa del peggioramento del tempo. La prima ascensione documentata risulta essere quella effettuata l'11 agosto 1872 da Guðmundur Snorrason.
L'ascesa alla cima del monte non è particolarmente complicata, come dimostrato dal fatto che Sveinn Jónsson sia persino riuscito a salirci a cavallo nel 1925. Attualmente si riesce ad arrivare in vetta anche in motoslitta. 

## Escursionismo
Ai piedi di Snæfell, a ovest, è stato costruito il Snæfellsskáli, un rifugio appartenente al Parco nazionale del Vatnajökull e che è la sede estiva dei ranger del parco. Dal rifugio parte un sentiero che in circa 14 km conduce alla vetta, superando un dislivello di 1030 metri.
Dalla cima la vista può spaziare in tutte le direzioni. Nei giorni di buone condizioni climatiche si possono vedere i Vesturöræf, Kverkfjöll, Fljótsdalur, Fljótsdalshérað, Vatnajökull e Hvannadalshnjúkur.